# Verwaltungsgemeinschaft Gerabronn

Verwaltungsgemeinschaft Gerabronn im Landkreis Schwäbisch Hall in Baden-Württemberg

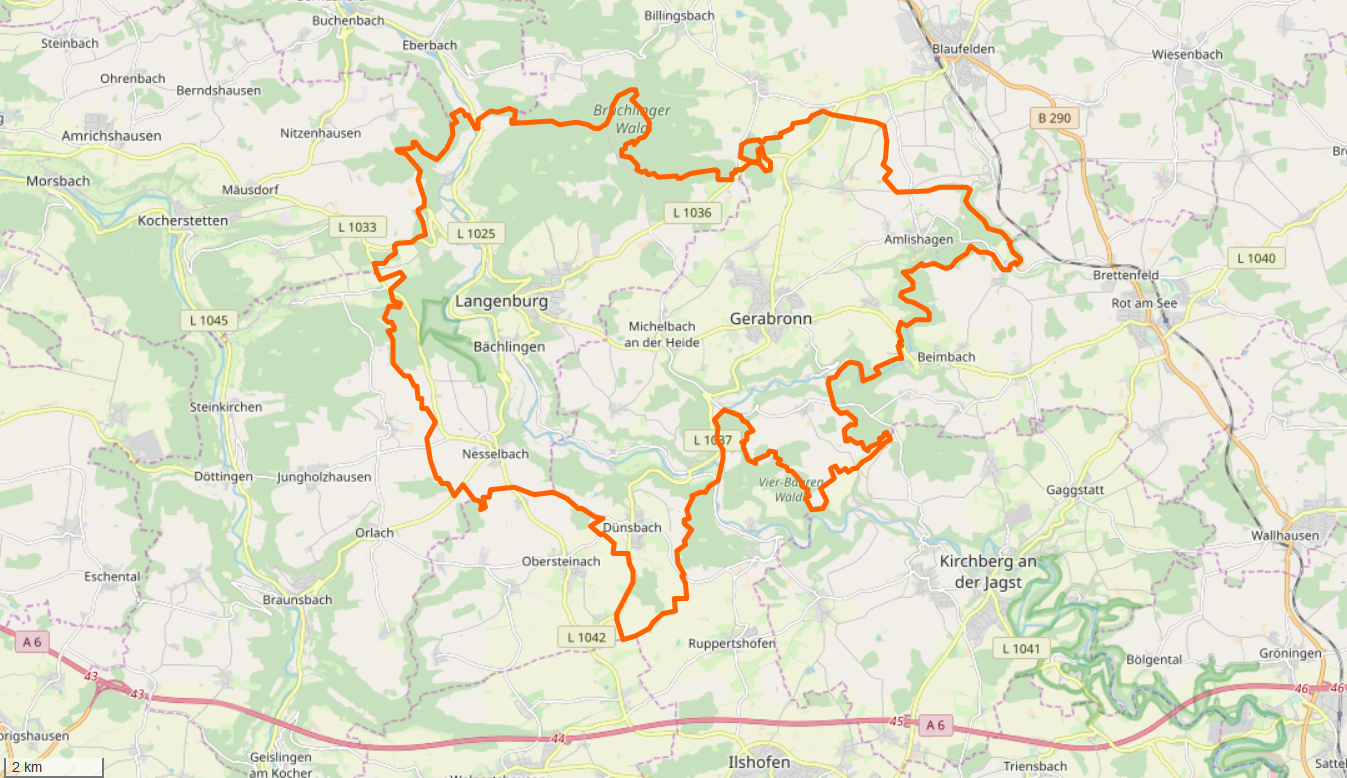
Verwaltungsgemeinschaft Gerabronn mit den Städten Gerabronn und Langenburg

In der vereinbarten Verwaltungsgemeinschaft Gerabronn (auch Vereinbarte Verwaltungsgemeinschaft der Stadt Gerabronn oder Verwaltungsgemeinschaft Gerabronn-Langenburg) im baden-württembergischen Landkreis Schwäbisch Hall haben sich zwei Städte zur Erledigung ihrer Verwaltungsgeschäfte zusammengeschlossen. Der Sitz der Verwaltungsgemeinschaft liegt in der Stadt Gerabronn (erfüllende Gemeinde). 

## Mitgliedsgemeinden
Mitglieder dieser durch eine öffentlich-rechtliche Vereinbarung entstandenen Verwaltungsgemeinschaft sind:
- Stadt Gerabronn, 4481 Einwohner, 40,38 km²
- Stadt Langenburg, 1776 Einwohner, 31,40 km²

## Struktur und Aufgaben
Ein gemeinsamer Ausschuss aus Vertretern der beteiligten Gemeinden entscheidet über die Erfüllungsaufgaben. Vorsitzender des gemeinsamen Ausschusses ist der Bürgermeister der erfüllenden Gemeinde (Gerabronn). Die „vereinbarte Verwaltungsgemeinschaft“ ist nicht selbst rechtsfähig, da sie keine Körperschaft des öffentlichen Rechts und damit auch kein Gemeindeverband ist. Die vereinbarte Verwaltungsgemeinschaft wurde aufgrund der §§ 59 ff. GO in Verbindung mit § 25 des Gesetzes über Kommunale Zusammenarbeit gebildet. Den Umfang der übertragenen Aufgaben der vereinbarten Verwaltungsgemeinschaft bestimmt § 61 der baden-württembergischen Gemeindeordnung.